# Črno-bele slike in vse barve vmes
Črno-bele slike in vse barve vmes je posnetek akustičnega koncerta Aleksandra Mežka, ki je bil izveden 10. maja 2008 v kapeli Loškega gradu v okviru dnevov Evrope. Mežek je za koncert izbral nekaj skladb z albuma Tečem skozi čas in nekaj starejših uspešnic. Koncert je bil izveden brez ozvočenja, v čisti akustiki. Posnet je bil s tremi kamerami, zvočni zapis pa je delo Andreja Rodeta.
DVD poleg posnetka koncerta vsebuje še videospote skladb »Siva pot«, »Menu«, »Tečem skozi čas« in »Tu sem doma«.

## Seznam skladb
Avtor glasbe in besedil je Aleksander Mežek, razen kjer je posebej napisano.
| Št. | Naslov                                   | Dolžina |
| --- | ---------------------------------------- | ------- |
| 1.  | „Stari muzikant‟                         | 5:12    |
| 2.  | „Kamnita ograja‟ (arr. Jan Tomazin)      | 4:34    |
| 3.  | „Ljubljanske ceste‟ (Ralph McTell/Mežek) | 4:24    |
| 4.  | „Prepih‟                                 | 3:54    |
| 5.  | „Ajda pa znova cveti‟                    | 3:24    |
| 6.  | „Čarovnik Čop‟                           | 4:01    |
| 7.  | „Utrip‟ (arr. Tomazin)                   | 4:17    |
| 8.  | „Žarek‟ (arr. Tomazin)                   | 4:18    |
| 9.  | „Julija‟                                 | 4:15    |
| 10. | „Run, Run‟                               | 3:13    |
| 11. | „Krila‟                                  | 3:45    |
| 12. | „Polet I‟ (arr. Tomazin)                 | 3:39    |
| 13. | „Tečem skozi čas‟ (arr. Tomazin)         | 4:34    |
| 14. | „Na dlani mesta‟ (arr. Tomazin)          | 4:25    |
| 15. | „Konc‟ (arr. Tomazin)                    | 3:00    |
| 16. | „Presented to the Heart‟                 | 6:03    |

## Osebje
- Aleksander Mežek – vokal, kitara

Produkcija
- Tonski zapis: Andrej Rode
- Montaža zvoka: Keith Bessey
- Montaža: Hironim Vilhar
- Kamera: Hironim Vilhar, Aljoša Korenčan, Denis Lončar
- Organizacija koncerta: Občina Škofja Loka